# Matériau ancien
 (février 2022).
Sa qualité peut être largement améliorée en utilisant un vocabulaire plus directement compréhensible.
Un matériau ancien est un matériau dont la composition et les propriétés sont significativement affectées par sa trajectoire historique. Il est donc souvent, réciproquement, utilisé comme marqueur historique ou environnemental dans des champs scientifiques comme l'archéologie, la paléontologie, l'histoire, l'histoire de l'art ou bien encore l'étude des paléoenvironnements.
Ce terme regroupe donc dans un même cadre des matériaux identifiés dans ces différents champs, en particulier sous les intitulés paléomatériaux, matériaux du patrimoine ou archéomatériaux.

## Historique du terme
Si le terme est utilisé depuis les années 1930 dans une acception « classique », l'usage du terme dans son sens précis s'est développé dans les années 2000 partant de la constatation que des matériaux issus de ces différents champs scientifiques partageaient des propriétés communes. Ces matériaux peuvent donc être pensés dans un cadre commun. Ils partagent ainsi des aspects concernant, par exemple, leur analyse et leur caractérisation physico-chimique,,,,,, l'analyse des données générées lors de leur caractérisation, le développement de nouveaux procédés paléo-inspirés,, ou bien encore la compréhension de processus de vieillissement et d'altération sur un temps long.

## Spécificités
L'utilisation du terme matériau ancien vise à marquer une distance par rapport aux catégories usuelles de la chimie (notamment la distinction entre chimie organique et chimie minérale), de la physique et des sciences des matériaux, pour mettre l'accent sur leur caractère composite ou polycristallin. En effet, les propriétés (optiques, structurales, etc.) des matériaux anciens sont généralement très fortement influencées, voire dominées, par la présence de défauts de structure cristalline, d'éléments traces (voir par exemple le cas des éléments traces métalliques), de phases minérales traces, etc. Ils présentent donc une réactivité et des propriétés notablement différentes des composés purs les plus proches.
Ces spécificités concernent aussi bien des matériaux d'origine biologique, que minérale ou synthétique. Elles sont transverses aux classifications usuelles liées à l'origine de ces matériaux.

### Capacités d'enregistrement
Les transformations physico-chimiques au cours du temps, qu'elles soient initiées par les actions humaines (anthropiques ) ou des phénomènes environnementaux, peuvent être enregistrées par ces matériaux. Elles se traduisent alors sous la forme d’hétérogénéités de composition, de structure, de topographie, etc. Ces matériaux archivent donc des informations sur leurs états passés : étapes de production / de formation, mise en forme, usure / usage, altération, éventuels traitements de restauration. Leur analyse chimique permet donc de recueillir des informations sur ces étapes du cycle de vie du matériau. Les spécialistes des paléoclimats peuvent ainsi considérer certains de ces matériaux comme des proxies.
L'étude des matériaux anciens est fortement conditionnée par leurs spécificités en termes de composition et de morphologie. Ces études sont en effet confrontées :
- à une hétérogénéité à différentes échelles spatiales (multi-échelle),
- à la présence de traces de l'altération qu'ils ont subie, tant sur des épisodes courts qu'au temps très long, notamment lors des processus liés à l'enfouissement,
- à des contraintes d'interprétation liées à un échantillonnage limité, ce qui confère aux échantillons un caractère particulièrement rare ou précieux, et requiert des étapes de validation statistique.

## Emploi du terme
Outre son emploi croissant dans le cadre des publications scientifiques, le terme a été employé pour désigner des réseaux de recherche comme le domaine d'intérêt majeur Matériaux anciens et patrimoniaux de la Région Île-de-France, un laboratoire comme l'Institut photonique d'analyse non-destructive européen des matériaux anciens (IPANEMA), du CNRS et du ministère de la Culture.
Le terme a également été employé pour désigner plusieurs conférences, événements scientifiques et programmes de recherche,,.
En particulier, l'Académie des sciences a consacré à la thématique Sciences et matériaux anciens un atelier interdisciplinaire en juillet 2017.